# Futian
| Futian - 福田区                                   | Futian - 福田区             |
| Lage von Futian in Shenzhen                       | Lage von Futian in Shenzhen |
| ------------------------------------------------- | --------------------------- |
| Lage von Futian (dunkelrot, im Süden) in Shenzhen |                             |
| Basisdaten                                        |                             |
| Einwohnerzahlen (2010)                            |                             |
| Volkszählung:                                     | 1.553.225 (Stand: 2020)     |
| Fläche:                                           | 78,65 km²                   |
| Telefonvorwahl:                                   | 0755                        |
| PLZ:                                              | 518033                      |

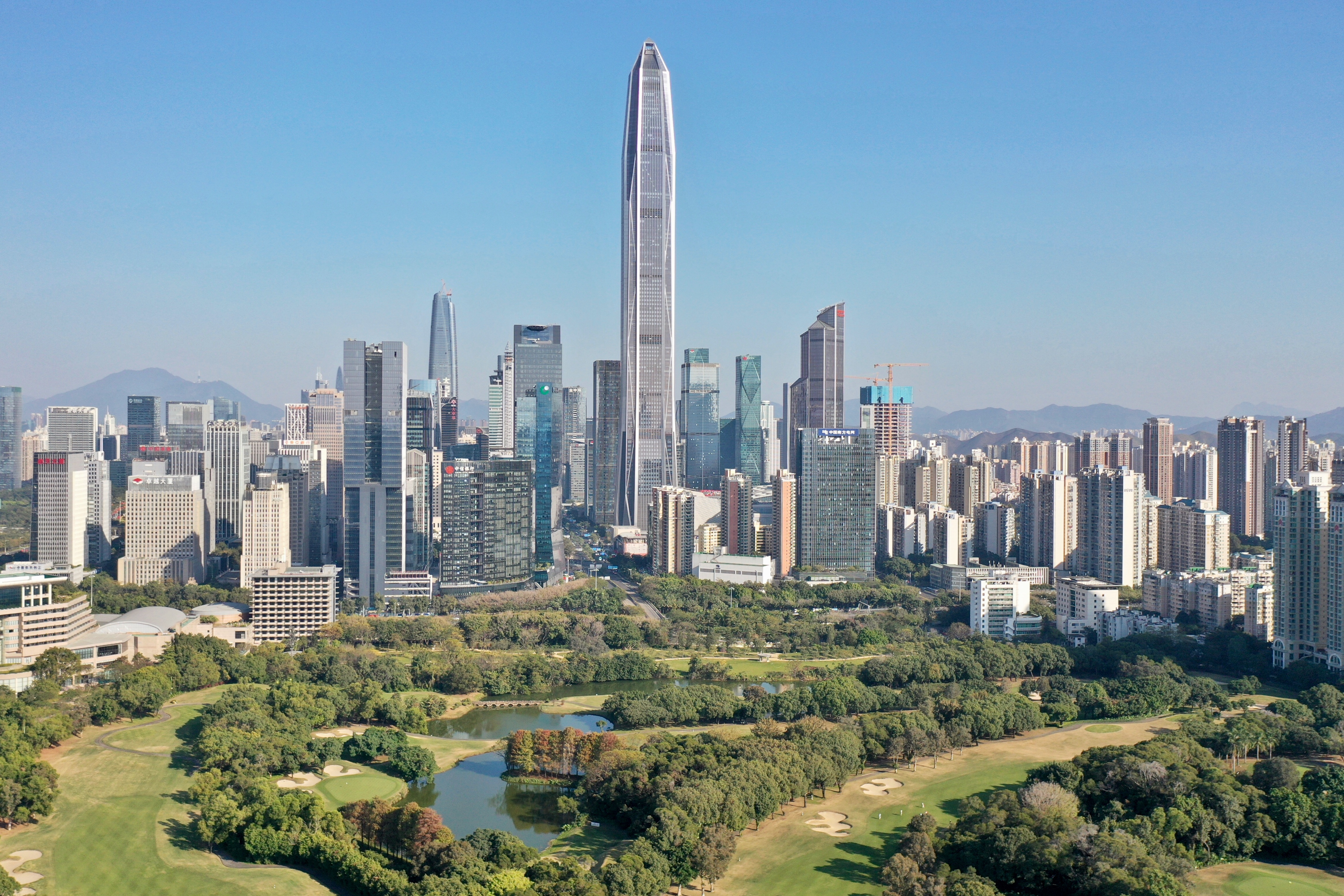
Skyline von Futian mit Ping An International Finance Center, Zhongxin Park

Futian (chinesisch 福田区, Pinyin Fútián qū, wörtl. „Glücksfeld“) ist einer der zehn Stadtbezirke der Stadt Shenzhen in der chinesischen Provinz Guangdong. Der Bezirk liegt innerhalb der Sonderwirtschaftszone zwischen den Bezirken Nanshan, Bao’an und Luohu.

## Administrative Gliederung
Auf Gemeindeebene setzt sich Futian aus zehn Straßenvierteln zusammen. Diese sind:
- Straßenviertel Futian (福田街道), hier befindet sich die Regierung des Stadtbezirks;
- Straßenviertel Fubao (福保街道);
- Straßenviertel Huafu (华富街道);
- Straßenviertel Huaqiangbei (华强北街道);
- Straßenviertel Lianhua (莲花街道);
- Straßenviertel Meilin (梅林街道);
- Straßenviertel Nanyuan (南园街道);
- Straßenviertel Shatou (沙头街道);
- Straßenviertel Xiangmihu (香蜜湖街道);
- Straßenviertel Yuanling (园岭街道).

## Ethnische Gliederung der Bevölkerung Futians (2000)
Beim Zensus 2000 wurden in Futian 909.571 Einwohner gezählt.
| Name des Volkes | Einwohner | Anteil  |
| --------------- | --------- | ------- |
| Han             | 896.059   | 98,51 % |
| Zhuang          | 2.367     | 0,26 %  |
| Tujia           | 1.605     | 0,18 %  |
| Manju           | 1.582     | 0,17 %  |
| Hui             | 1.571     | 0,17 %  |
| Miao            | 1.271     | 0,14 %  |
| Mongolen        | 900       | 0,1 %   |
| Koreaner        | 782       | 0,09 %  |
| Dong            | 719       | 0,08 %  |
| Yao             | 558       | 0,06 %  |
| Yi              | 413       | 0,05 %  |
| Bai             | 328       | 0,04 %  |
| Bouyei          | 272       | 0,03 %  |
| She             | 161       | 0,02 %  |
| Tibeter         | 152       | 0,02 %  |
| Li              | 114       | 0,01 %  |
| Sonstige        | 717       | 0,07 %  |

## Naturschutzgebiete
Seit 1984 ist ein Teil der vorgelagerten Insel Nei Lingding (内伶仃岛) zum „Neilingding Island and Futian Nature Reserve“ erklärt worden. Das Reservat umfasst 7,8 km² (Quadratkilometer), davon 4,5 km² Landfläche und 3 km² Mangrovenwald. Es wurde zum Schutz von etwa 300 Rhesusaffen und anderen Tieren wie Schuppentieren und Pythons eingerichtet.
In den Mangroven des Futian Nature Reserve vor dem Festland wurden per Metagenomanalysen verschiedene Archaeen identifiziert, darunter
- Ca. Lokiarchaeota archaeon isolate FT2_030 alias AMARA-1 sp016839385[6][7] (siehe Lokiarchaeota)
- Ca. Gerdarchaeota archaeon isolate FT2_001 alias JABLTI01 sp016839405[8][9] (siehe Heimdallarchaeota bzw. Asgard-Archaeen)
- Ca. Hodarchaeum mangrovi isolate FT_5_011[10][11] (siehe Heimdallarchaeota bzw. Asgard-Archaeen)

Die Ordnung Hodarchaeales wurde 2023 als nächste Verwandte der komplex-zellulären Organismen (Eukaryoten: Tiere, Pilze, Pflanzen, Algen, Protozoen) unter den bekannten Archaeen identifiziert.